# Goo Goo Dolls (musikalbum)
Goo Goo Dolls (även känt som First Release) är rockbandet Goo Goo Dolls första album. Det utkom 1987. Alla sånger sjungs av gruppens basist Robby Takac, som var huvudsångaren när gruppen bildades. Johnny Rzeznik, numera huvudsångare i gruppen, sjunger inte alls. 

## Låtlista
Samtliga låtar skrivna av Goo Goo Dolls, om annat inte anges.
1. "Torn Apart" – 2:05
2. "Messed Up" – 1:49
3. "Livin' in a Hut" – 2:41
4. "I'm Addicted" – 2:59
5. "Sunshine of Your Love" (Pete Brown/Jack Bruce/Eric Clapton) – 2:48
6. "Hardsores" – 1:32
7. "Hammerin' Eggs (The Metal Song)" – 2:27
8. "(Don't Fear) The Reaper" (Donald Roeser) – 2:17
9. "Beat Me" – 2:26
10. "Scream" – 1:51
11. "Slaughterhouse" – 3:37
12. "Different Light" – 2:03
13. "Come On" – 2:15
14. "Don't Beat My Ass (With a Baseball Bat)" – 3:11